# Uluguroscia montana
Uluguroscia montana is een pissebed uit de familie Philosciidae. De wetenschappelijke naam van de soort is voor het eerst geldig gepubliceerd in 1980 door Stefano Taiti & Franco Ferrara.